# L'Hospitalet-du-Larzac
L'Hospitalet-du-Larzac là một xã ở tỉnh Aveyron, thuộc vùng Occitanie ở miền nam nước Pháp.